# Robin Marantz Henig
Robin Marantz Henig es una escritora y científica independiente estadounidense, colaboradora habitual del New York Times Magazine. Sus artículos han aparecido en revistas especializadas como Scientific American, Seed y Discover. Escribe críticas de libros y ensayos ocasionales para el Washington Post, así como artículos para la sección de ciencia del New York Times.

## Carrera
Henig asistió a la Universidad de Cornell y obtuvo una maestría en periodismo en la Universidad de Northwestern. Ganó una beca de periodismo Alicia Patterson en 2001 escribiendo sobre la vida y el legado del microbiólogo Paul de Kruif, y una beca conmemorativa John Simon Guggenheim en 2009.
Ha escrito varios libros de ciencia, entre los que se incluyen Pandora's Baby, ganador del premio Watson Davis & Helen Miles Davis de la Sociedad de Historia de la Ciencia, entre otros destacados galardones.

## Obras publicadas
- The Myth of Senility. Anchor/Doubleday, 1981; Scott, Foresman/AARP Books, 1985, 1988
- Your Premature Baby. Rawson Associates, 1983; Ballantine Books, 1984
- How a Woman Ages. Ballantine Books, 1985
- Being Adopted. Doubleday, 1992; Anchor Press, 1993
- A Dancing Matrix: Voyages Along the Viral Frontier. Alfred A. Knopf, 1993; Vintage, 1994
- The People's Health: A memoir of public health and its evolution at Harvard. The Joseph Henry Press, National Academy of Sciences, 1997
- The Monk in the Garden: The lost and found genius of Gregor Mendel. Houghton-Mifflin, 2000; Mariner Books, 2001
- Pandora's Baby: How the first test tube babies sparked the reproductive revolution. Houghton Mifflin, 2004
- A Field Guide for Science Writers. Oxford University Press, 2005